# Humberto Zurita
Humberto Zurita (ur. 2 września 1954 r. w Torreón, Coahuila (Meksyk)  – meksykański aktor, reżyser i producent filmowy.

## Życiorys
Jest żonaty z Christian Bach, z którą ma dwóch synów: Sebastiána i Emiliano. Wraz z żoną i bratem założył firmę producencką ZUBA (Zurita-Bach) w 1981 roku.
Humberto Zurita ukończył Uniwersyteckie Centrum Teatralne przy UNAM (Niezależny Uniwersytet Narodowy Meksyku). Pochodzi z wielodzietnej rodziny, ma dziewięcioro rodzeństwa. Swoją karierę w telewizji rozpoczął w późnych latach 70. Zagrał postać Alberta Limonta w telenoweli Prawo do narodzin (El derecho de nacer). W Polsce jest znany także m.in. z telenoweli Rozwinąć skrzydła (Alguna Vez Tendremos Alas) z 1997 roku. Partnerowała mu Kate del Castillo. Wcielił się tam w rolę znanego dyrygenta, wdowca, który zakochuje się w znacznie młodszej od siebie opiekunce swojej córki.

## Wybrana filmografia

### Reżyser
- 1999 – Candidato, El
- 1998 – Azul tequila

### Aktor
- 2013 – Vivir a destiempo jako Rogelio Bermudez
- 2011 – Królowa Południa jako Epifanio Vargas
- 2008 – Secretos del Alma jako Andres Lascurain
- 2008 – Bajo la sal jako Trujillo
- 2007 – Propiedad ajena jako Pułkownik Crossman
- 2006 – Marina jako Guillermo Alarcón
- 2005 – Los Plateados jako Emilio Gallardo
- 2003 – Ladrón de corazones jako Antonio Vega
- 2002 – Agua y aceite jako Ernesto
- 1999 – El Candidato jako Ignacio Santoscoy
- 1997 – Rozwinąć skrzydła jako Guillermo Lamas
- 1997 – Płonąca pochodnia jako Mariano Foncerrada
- 1996 – El Vuelo del águila jako Gral. Porfirio Díaz
- 1995 – Morena jako Carlos Narval
- 1991 – Capricho
- 1991 – Asalto jako Andrés
- 1990 – Al filo de la muerte jako Doktor Francisco
- 1988 – De pura sangre jako Alberto
- 1986 – El Tres de copas
- 1983 – El Maleficio jako Jorge de Martino
- 1981 – Soledad jako Fernando
- 1981 – Prawo do narodzin jako Alberto
- 1981 – Rastro de muerte jako Gerardo Valles
- 1980 – Querer volar jako Daniel
- 1979 – Muchacha de barrio jako Raul
- 1950 – De mujer a mujer

### Producent
- 2002 – Agua y aceite
- 2000 – Ulica zakochanych (Calle de las novias, La)
- 1999 – Candidato, El
- 1998 – Perła (Perla)
- 1998 – Señora
- 1998 – Chacala, La
- 1996 – Cañaveral de pasiones
- 1995 – Bésame en la boca
- 1995 – Amor de tu vida S.A., El
- 1993 – Videoteatros: Véngan corriendo que les tengo un muerto